# Stenocybus
Stenocybus (лат.) (от др.-греч. στενή κύβη «узкая голова») — вымерший род терапсид пермского периода. Один из самых примитивных известных дейноцефалов, близкий к группе антеозавров. Обнаружен в среднепермских отложениях Дашанькоу в Китае. Найденная там фауна может примерно соответствовать по возрасту очёрской фауне из Пермской области России.

## Описание
Длина черепа Stenocybus около 10—15 см. Череп очень высокий, полукруглый (внешне напоминает черепа пеликозавров Haptodus). Пахиостоза нет. Мощные длинные резцы, снабженные «пяткой»; саблевидные длинные верхние клыки. Многочисленные (около 9—10 пар) заклыковые зубы. Очень крупные глазницы. Височная впадина меньше, чем глазница. Вероятно, не относится к предкам других дейноцефалов (вместе с ним найдены остатки более продвинутых антеозавров, сходных с титанофонеусом). Может быть молодой особью крупного антеозавра Sinophoneus, известного из этого же местонахождения.